# Henri Léopold de Sers
Henri Léopold de Sers est un homme politique français né le 25 octobre 1822 à Toulouse (Haute-Garonne) et décédé le 25 décembre 1903 à Candé (Loir-et-Cher)

## Biographie
Militaire de carrière, il quitte l'armée en 1860 avec le grade de capitaine de hussards. Maire de Candé-sur-Beuvron, il est représentant de Loir-et-Cher de 1871 à 1876, siégeant à droite, inscrit à la réunion des Réservoirs. Il est conseiller général du canton de Contres en 1871. Battu en 1876 et 1877, il quitte la vie politique.

## Sources
- Ressource relative à la vie publique :   - Base Sycomore
- « Henri Léopold de Sers », dans Adolphe Robert et Gaston Cougny, Dictionnaire des parlementaires français, Edgar Bourloton, 1889-1891 [détail de l’édition]